# ضغط الصوت
ضغط الصوت هو انحراف الضغط المحلي عن الضغط المحيط بسبب موجة صوتية. يمكن قياس ضغط الصوت باستخدام المصدح في الهواء أو المصدح المائي في الماء. واحدة قياس ضغط الصوت هي باسكال (Pa) في الجملة الدولية. ضغط الصوت الآني هو انحراف عن الضغط المحلي المحيط p0 بسبب موجة صوتية عند موضع معين ولحظة زمنية محددة. ضغط الصوت الفعال هي الجذر التربيعي لضغط الصوت الآني خلال فترة زمنية محددة. في موجة صوتية، المتغير المكامل لضغط الصوت هو سرعة الحبيبة الصوتية. من أجل مطالات صغيرة، العلاقة بين ضغط الصوت وسرعة الحبيبة الصوتية خطية والنسبة بينهما هي المعاوقة الصوتية. تعتمد المعاوقة الصوتية على خصائص الموجة الصوتية والوسط. شدة الصوت الآنية المحلية هي جداء ضغط الصوت بسرعة الحبيبة الصوتية وبالتالي فهي كمية شعاعية.
1. الصمت
2. الصوت المسموع
3. الضغط الجوي
4. ضغط الصوت

مخطط ضغط الصوت:

انحراف ضغط الصوت p (الضغط الصوتي الآني) معطى بالعلاقة:
{\displaystyle p={\frac {F}{A}}\,}
حيث:
F = القوة,
A = السطح.
الضغط الكلي ptotal هو:
{\displaystyle p_{\mathrm {total} }=p_{0}+p\,}
حيث:
p0 = الضغط المحيط المحلي,
p = انحراف ضغط الصوت.